# Clásico jujeño de fútbol
El Clásico Jujeño es la denominación habitual que recibe el enfrentamiento de los clubes más grandes de la Provincia de Jujuy, Argentina: Altos Hornos Zapla y Gimnasia y Esgrima (Jujuy) por historia e hinchada; además de ser los únicos que actualmente juegan torneos profesionales de AFA.
Actualmente el clásico solo se juega en las primeras locales ya que se encuentran en diferentes categorías del profesionalismo argentino.

## Historial
En términos de historial futbolístico, Gimnasia lleva una ventaja de 14 partidos sobre Zapla. En total jugaron 113 veces con 48 victorias para Gimnasia, 34 victorias de Zapla y 30 empates.
Por torneos AFA se enfrentaron solo 8 veces con 2 victorias para Gimnasia, y una para Zapla y 5 empates.

### Encuentros disputados
| Torneo                | Partidos Jugados | Ganados Gimnasia | Partidos Empatados | Ganados Zapla | Goles de Gimnasia | Goles de Zapla |
| --------------------- | ---------------- | ---------------- | ------------------ | ------------- | ----------------- | -------------- |
| Liga Jujeña de Fútbol | 98               | 43               | 24                 | 31            | 149               | 128            |
| Torneos de A.F.A      | 8                | 2                | 5                  | 1             | 6                 | 5              |
| Amistosos             | 7                | 3                | 1                  | 3             | 14                | 6              |
| Total                 | 113              | 48               | 30                 | 34            | 169               | 139            |

### Enfrentamientos en laLiga Jujeña

#### 1960-1969
| Año  | Local              | Resultado | Visitante          |
| ---- | ------------------ | --------- | ------------------ |
| 1962 | Gimnasia y Esgrima | 2:0       | Altos Hornos Zapla |
| 1962 | Altos Hornos Zapla | 2:1       | Gimnasia y Esgrima |
| 1965 | Altos Hornos Zapla | 2:0       | Gimnasia y Esgrima |
| 1965 | Gimnasia y Esgrima | 1:0       | Altos Hornos Zapla |
| 1966 | Altos Hornos Zapla | 2:3       | Gimnasia y Esgrima |
| 1966 | Gimnasia y Esgrima | 1:0       | Altos Hornos Zapla |
| 1967 | Gimnasia y Esgrima | 2:2       | Altos Hornos Zapla |
| 1967 | Altos Hornos Zapla | 0:2       | Gimnasia y Esgrima |
| 1968 | Altos Hornos Zapla | 1:0       | Gimnasia y Esgrima |
| 1968 | Gimnasia y Esgrima | 1:2       | Altos Hornos Zapla |
| 1969 | Gimnasia y Esgrima | 0:0       | Altos Hornos Zapla |
| 1969 | Altos Hornos Zapla | 2:1       | Gimnasia y Esgrima |

#### 1970-1979
| Año  | Local              | Resultado | Visitante          |
| ---- | ------------------ | --------- | ------------------ |
| 1970 | Altos Hornos Zapla | 3:0       | Gimnasia y Esgrima |
| 1970 | Gimnasia y Esgrima | 2:3       | Altos Hornos Zapla |
| 1971 | Altos Hornos Zapla | 1:2       | Gimnasia y Esgrima |
| 1971 | Gimnasia y Esgrima | 2:0       | Altos Hornos Zapla |
| 1972 | Gimnasia y Esgrima | 0:0       | Altos Hornos Zapla |
| 1972 | Altos Hornos Zapla | 3:1       | Gimnasia y Esgrima |
| 1973 | Altos Hornos Zapla | 2:0       | Gimnasia y Esgrima |
| 1973 | Gimnasia y Esgrima | 2:0       | Altos Hornos Zapla |
| 1974 | Gimnasia y Esgrima | 2:1       | Altos Hornos Zapla |
| 1974 | Altos Hornos Zapla | 1:0       | Gimnasia y Esgrima |
| 1975 | Gimnasia y Esgrima | 2:2       | Altos Hornos Zapla |
| 1975 | Altos Hornos Zapla | 2:0       | Gimnasia y Esgrima |
| 1976 | Altos Hornos Zapla | 0:0       | Gimnasia y Esgrima |
| 1976 | Gimnasia y Esgrima | 2:0       | Altos Hornos Zapla |
| 1977 | Altos Hornos Zapla | 5:3       | Gimnasia y Esgrima |
| 1977 | Gimnasia y Esgrima | 0:1       | Altos Hornos Zapla |
| 1978 | Altos Hornos Zapla | 2:0       | Gimnasia y Esgrima |
| 1978 | Gimnasia y Esgrima | 3:2       | Altos Hornos Zapla |
| 1979 | Gimnasia y Esgrima | 2:0       | Altos Hornos Zapla |
| 1979 | Altos Hornos Zapla | 1:1       | Gimnasia y Esgrima |

#### 1980-1989
| Año  | Local              | Resultado | Visitante          |
| ---- | ------------------ | --------- | ------------------ |
| 1980 | Gimnasia y Esgrima | 1:3       | Altos Hornos Zapla |
| 1980 | Altos Hornos Zapla | 0:2       | Gimnasia y Esgrima |
| 1981 | Gimnasia y Esgrima | 3:1       | Altos Hornos Zapla |
| 1981 | Altos Hornos Zapla | 2:2       | Gimnasia y Esgrima |
| 1982 | Altos Hornos Zapla | 2:0       | Gimnasia y Esgrima |
| 1982 | Gimnasia y Esgrima | 3:0       | Altos Hornos Zapla |
| 1983 | Gimnasia y Esgrima | 1:0       | Altos Hornos Zapla |
| 1983 | Altos Hornos Zapla | 4:0       | Gimnasia y Esgrima |
| 1984 | Gimnasia y Esgrima | 0:0       | Altos Hornos Zapla |
| 1984 | Altos Hornos Zapla | 1:3       | Gimnasia y Esgrima |
| 1985 | Altos Hornos Zapla | 3:0       | Gimnasia y Esgrima |
| 1985 | Gimnasia y Esgrima | 2:0       | Altos Hornos Zapla |
| 1986 | Gimnasia y Esgrima | 3:1       | Altos Hornos Zapla |
| 1986 | Altos Hornos Zapla | 0:2       | Gimnasia y Esgrima |
| 1987 | Altos Hornos Zapla | 2:0       | Gimnasia y Esgrima |
| 1987 | Gimnasia y Esgrima | 0:0       | Altos Hornos Zapla |
| 1988 | Gimnasia y Esgrima | 0:2       | Altos Hornos Zapla |
| 1988 | Altos Hornos Zapla | 4:0       | Gimnasia y Esgrima |
| 1989 | Altos Hornos Zapla | 0:0       | Gimnasia y Esgrima |
| 1989 | Gimnasia y Esgrima | 2:0       | Altos Hornos Zapla |

#### 1990-1999
| Año  | Local              | Resultado | Visitante          |
| ---- | ------------------ | --------- | ------------------ |
| 1990 | Altos Hornos Zapla | 4:1       | Gimnasia y Esgrima |
| 1990 | Gimnasia y Esgrima | 3:0       | Altos Hornos Zapla |
| 1991 | Gimnasia y Esgrima | 1:1       | Altos Hornos Zapla |
| 1991 | Altos Hornos Zapla | 3:1       | Gimnasia y Esgrima |
| 1992 | Altos Hornos Zapla | 1:1       | Gimnasia y Esgrima |
| 1992 | Gimnasia y Esgrima | 2:0       | Altos Hornos Zapla |
| 1993 | Gimnasia y Esgrima | 0:0       | Altos Hornos Zapla |
| 1993 | Altos Hornos Zapla | 2:0       | Gimnasia y Esgrima |
| 1994 | Gimnasia y Esgrima | 3:4       | Altos Hornos Zapla |
| 1994 | Altos Hornos Zapla | 1:1       | Gimnasia y Esgrima |
| 1995 | Altos Hornos Zapla | 3:0       | Gimnasia y Esgrima |
| 1995 | Gimnasia y Esgrima | 2:0       | Altos Hornos Zapla |
| 1996 | Altos Hornos Zapla | 0:2       | Gimnasia y Esgrima |
| 1996 | Gimnasia y Esgrima | 3:1       | Altos Hornos Zapla |
| 1997 | Gimnasia y Esgrima | 4:4       | Altos Hornos Zapla |
| 1997 | Altos Hornos Zapla | 3:0       | Gimnasia y Esgrima |
| 1998 | Altos Hornos Zapla | 1:1       | Gimnasia y Esgrima |
| 1998 | Gimnasia y Esgrima | 2:2       | Altos Hornos Zapla |
| 1999 | Gimnasia y Esgrima | 4:1       | Altos Hornos Zapla |
| 1999 | Altos Hornos Zapla | 0:2       | Gimnasia y Esgrima |

#### 2000-2009
| Año  | Local              | Resultado | Visitante          |
| ---- | ------------------ | --------- | ------------------ |
| 2000 | Altos Hornos Zapla | 3:0       | Gimnasia y Esgrima |
| 2000 | Gimnasia y Esgrima | 3:1       | Altos Hornos Zapla |
| 2001 | Gimnasia y Esgrima | 1:1       | Altos Hornos Zapla |
| 2001 | Altos Hornos Zapla | 2:0       | Gimnasia y Esgrima |
| 2002 | Altos Hornos Zapla | 2:2       | Gimnasia y Esgrima |
| 2002 | Gimnasia y Esgrima | 5:1       | Altos Hornos Zapla |
| 2003 | Altos Hornos Zapla | 4:1       | Gimnasia y Esgrima |
| 2003 | Gimnasia y Esgrima | 1:2       | Altos Hornos Zapla |
| 2004 | Gimnasia y Esgrima | 3:3       | Altos Hornos Zapla |
| 2004 | Altos Hornos Zapla | 1:3       | Gimnasia y Esgrima |
| 2005 | Altos Hornos Zapla | 2:0       | Gimnasia y Esgrima |
| 2005 | Gimnasia y Esgrima | 3:1       | Altos Hornos Zapla |
| 2006 | Gimnasia y Esgrima | 2:0       | Altos Hornos Zapla |
| 2006 | Altos Hornos Zapla | 2:3       | Gimnasia y Esgrima |
| 2007 | Altos Hornos Zapla | 2:2       | Gimnasia y Esgrima |
| 2008 | Gimnasia y Esgrima | 1:0       | Altos Hornos Zapla |
| 2009 | Gimnasia y Esgrima | 1:0       | Altos Hornos Zapla |

#### 2010-2019
| Año  | Local              | Resultado | Visitante          |
| ---- | ------------------ | --------- | ------------------ |
| 2010 | Altos Hornos Zapla | 2:3       | Gimnasia y Esgrima |
| 2011 | Altos Hornos Zapla | 0:1       | Gimnasia y Esgrima |
| 2011 | Gimnasia y Esgrima | 4:0       | Altos Hornos Zapla |
| 2012 | Gimnasia y Esgrima | 0:1       | Altos Hornos Zapla |
| 2013 | Gimnasia y Esgrima | 5:1       | Altos Hornos Zapla |
| 2013 | Altos Hornos Zapla | 0:3       | Gimnasia y Esgrima |
| 2014 | Altos Hornos Zapla | 2:1       | Gimnasia y Esgrima |

#### 2020-2029
| Año  | Local              | Resultado | Visitante          |
| ---- | ------------------ | --------- | ------------------ |
| 2021 | Gimnasia y Esgrima | 1:2       | Altos Hornos Zapla |
| 2021 | Altos Hornos Zapla | 2:0       | Gimnasia y Esgrima |
| 2022 | Altos Hornos Zapla | 3:0       | Gimnasia y Esgrima |
| 2022 | Gimnasia y Esgrima | vs.       | Altos Hornos Zapla |

### Enfrentamientos en Torneos oficiales de laAsociación del Fútbol Argentino
| Año     | Local              | Resultado | Visitante          | Torneo                           |
| ------- | ------------------ | --------- | ------------------ | -------------------------------- |
| 1974    | Gimnasia y Esgrima | 0:0       | Altos Hornos Zapla | Clasificación al Torneo Regional |
| 1974    | Altos Hornos Zapla | 1(5):(4)1 | Gimnasia y Esgrima | Clasificación al Torneo Regional |
| 1984/85 | Gimnasia y Esgrima | 1:1       | Altos Hornos Zapla | Torneo Regional                  |
| 1984/85 | Altos Hornos Zapla | 0:1       | Gimnasia y Esgrima | Torneo Regional                  |
| 1985/86 | Altos Hornos Zapla | 1:1       | Gimnasia y Esgrima | Torneo Regional                  |
| 1985/86 | Gimnasia y Esgrima | 1:0       | Altos Hornos Zapla | Torneo Regional                  |
| 1986    | Gimnasia y Esgrima | 0:1       | Altos Hornos Zapla | Torneo del Interior              |
| 1986    | Altos Hornos Zapla | 1:1       | Gimnasia y Esgrima | Torneo del Interior              |

## Tabla comparativa entre los equipos
*Actualizado hasta Septiembre de 2014
El Lobo Jujeño se encuentra arriba tanto en el historial de enfrentamientos como en el palmarés nacional.
| Clásico Jujeño                                                                     | Gimnasia de Jujuy                      | Altos Hornos Zapla                                      |
| ---------------------------------------------------------------------------------- | -------------------------------------- | ------------------------------------------------------- |
| Fecha de fundación                                                                 | 18 de marzo de 1931 (94 años)          | 4 de enero de 1947 (78 años)                            |
| Estadio (Capacidad)                                                                | 23 de Agosto (25.000 espectadores)     | Emilio Fabrizzi (20.000 espectadores)                   |
| Apodo                                                                              | Lobo Jujeño, Los Jujeños, Albicelestes | Merengues, La Trituradora del Norte, El Elefante Blanco |
| Clásicos ganados                                                                   | 48                                     | 34                                                      |
| Campeonato de Primera División                                                     | 0                                      | 0                                                       |
| Copas Nacionales                                                                   | 0                                      | 0                                                       |
| Títulos en la Segunda División                                                     | 1                                      | 0                                                       |
| Títulos en la Tercera División                                                     | 0                                      | 0                                                       |
| Títulos en la Cuarta División                                                      | 0                                      | 0                                                       |
| Títulos en el Torneo Regional                                                      | 2                                      | 5                                                       |
| Títulos en la Liga Regional                                                        | 24                                     | 15                                                      |
| Copas Provinciales                                                                 | 0                                      | 0                                                       |
| Títulos Provinciales (Total: Ligas y Copas)                                        | 27                                     | 20                                                      |
| Clasificación profesional en Primera División                                      | 28° puesto (531 puntos)                | 54° puesto (51 puntos)                                  |
| Temporadas en Primera División (Mas Campeonato Metropolitano de Fútbol (Argentina) | 18                                     | 8                                                       |
| Categoría Actual                                                                   | Segunda División                       | Cuarta División                                         |